# 小行星1327
小行星1327（1327 Namaqua）是一颗围绕太阳公转的小行星。1934年9月7日，西里爾·傑克遜在约翰内斯堡发现了此天体。
該小行星以西南非洲的沿海地區納馬夸（Namaqua）命名。
这颗小行星的绝对星等为268.3698065334512等。